# Hysterie
Hysterie (von altgriechisch ὑστέρα hystéra, deutsch ‚Gebärmutter‘, vermutlich beruhend auf indogermanisch ud-tero, „der hervorstehende Körperteil“; vgl. „Uterus“) ist die historische Bezeichnung für Störungen, die z. B. durch ein verändertes Ich-Bewusstsein oder neurologische Symptome (wie Lähmung, Blindheit, Taubheit, Epilepsie-ähnliche Anfälle) gekennzeichnet sind. Heute werden sie als somatoforme Störung, Konversionsstörung oder dissoziative Störung bezeichnet, z. T. bei stabilen Erlebens- und Verhaltensmustern auch histrionische Persönlichkeitsstörung.
In der medizinischen Fachsprache gilt der Begriff Hysterie heute weitgehend als veraltet. Grund hierfür ist, dass sowohl die Diagnose als auch die therapeutischen Ansätze uneinheitlich waren. Zudem ist die Bezeichnung begriffsgeschichtlich mit der Gebärmutter (also dem weiblichen Geschlecht) verbunden und mit einem abwertenden Klang behaftet. Eine ähnliche Bedeutung haben die Bezeichnungen „histrionische Reaktion“, Konversionsstörung, Konversionshysterie sowie Somatisierungsstörung (bei häufig wechselnden körperlichen Symptomen) und „psychoreaktives Syndrom“.
Als medizinische Diagnose wurde die Hysterie in der internationalen Klassifikation psychischer Störungen (ICD-10) durch die Bezeichnungen dissoziative Störung (F44) und histrionische Persönlichkeitsstörung (F60.4) ersetzt.
In der westlichen Medizin galt Hysterie bei Frauen als häufig und chronisch. Obwohl sie als Krankheit eingestuft wurde, waren die Symptome der Hysterie gleichbedeutend mit einer normal funktionierenden weiblichen Sexualität. Im Kontext der Hysterie war jedes Symptom und jeder negative Gedanke mit Sex verbunden.

## Symptome
Die Hysterie ist eine Neurose, bei der Geltungsbedürfnisse und Egozentrismus zwar im Vordergrund stehen, die jedoch oft mit dem Symbol eines Paradiesvogels in Verbindung gebracht wird, weil sie kein einheitliches Erscheinungsbild aufweist. Dies war unter anderem ein Grund dafür, dass sie aus den gängigen Diagnose-Systemen wie der ICD der WHO oder des DSM der APA in ihrer ursprünglichen Form gestrichen wurde. Traditionell wurde die Hysterie als psychogene Verhaltensweise durch ein vielfältiges körperliches Beschwerdebild ohne organische Grundlage charakterisiert, z. B. Gehstörung, Bewegungssturm, Lähmungen, Gefühlsstörung, Ausfall der Sinnesorgane wie z. B. Blindheit oder Taubheit. Den Begriff der hysterischen Persönlichkeit prägte der bedeutende deutsche Psychoanalytiker Fritz Riemann. Demnach ist der Hysteriker einer von vier Grundtypen der Persönlichkeit.
Der Begriff „Hysterie“ erscheint unter anderem deshalb problematisch, weil ihm eine pejorative Bedeutung anhaftet, die mit der vorgeblich geschlechterspezifischen Bindung zusammenhängt, weshalb man heute eher den Begriff „Konversionsstörung“ für o. g. Symptome verwendet. Sehr lange wurde Hysterie sogar als eine ausschließlich bei Frauen auftretende, von einer Erkrankung der Gebärmutter ausgehende körperliche und psychische Störung verstanden. Frauen, die unter Hysterie leiden, weisen diesem Krankheitsverständnis nach häufig bestimmte Persönlichkeitsmerkmale auf (ichbezogen, geltungsbedürftig, kritiksüchtig, unreflektiert etc.).
Es wurde beschrieben, dass weibliche Hysterie ein breites Spektrum an Symptomen aufwies, darunter Angst, Kurzatmigkeit, Ohnmacht, Nervosität, sexuelles Verlangen, Schlaflosigkeit, Flüssigkeitsansammlung, Schweregefühl im Bauch, Reizbarkeit, Appetitverlust auf Essen, kein Drang nach Sex, sogar sexuell aufdringliches Verhalten und eine „Neigung, anderen Ärger zu bereiten“. Außerdem wurden traditionelle Symptome der Hysterie als tonisch-klonische Anfälle und das Gefühl der Erstickung und des drohenden Todes (Freuds Globus istericus) beschrieben.
Manche Erscheinungsformen der Hysterie wurden als subtiler Kampf gegen (männliche) Übermacht gedeutet. Allerdings gibt es auch Theorien, die die Macht der Mutter ins Zentrum stellen bzw. die der Mutter-Kind-Bindung. Die Pathologisierung und Behandlung ließen diese Verhaltensweisen einerseits als Krankheit gelten; gleichzeitig jedoch stellten sie die angegriffene Übermacht auf anderer Ebene wieder her. Dies kam beiden Seiten der Arzt-Patient-Beziehung, der Patientin und dem Arzt, entgegen.

## Geschichte des Krankheitsbildes

### Antike Wurzeln
Die Hysterie gilt als die älteste aller beobachteten psychischen Störungen. In den antiken Beschreibungen der Hysterie in altägyptischen Papyri des 2. Jahrtausends vor Christus wie bei Platon (im Dialog Timaios, 91 a–d) und im Corpus Hippocraticum wird die Ursache der im Corpus Hippocraticum pniges hysterikai genannten Krankheit in der „erkrankten“ Gebärmutter gesehen.
In Platons Timaios ist die Gebärmutter ein „Lebewesen, das nach der Kinderzeugung begehrt“ und beim Ausbleiben dieses Verlangens „im Körper umherirrt“.
Konzeptionell ging man unter anderem davon aus, dass die Gebärmutter, wenn sie nicht regelmäßig mit Samen (Sperma) gefüttert werde, im Körper suchend umherschweife, im Falle einer suffocatio (matricis) bis zum Herzen aufsteigen kann und sich dann sogar am Gehirn festbeiße. Dies führe dann neben weiteren Krankheitssymptomen zum typischen „hysterischen“ Verhalten bzw. „hysterischen Anfall“, da die Gebärmutter nach Vorstellung der hippokratischen Medizin bei ihrer Wanderung im Körper Druck auf andere Organe wie das Zwerchfell und die Atmungsorgane ausübe und so auch einen („hysterischen“) Erstickungsanfall (mit Aussetzen der Atmung, Verlust der Stimme und Beeinträchtigung der Sinneswahrnehmungen) hervorrufe, wie er auch um 100 n. Chr. von Soranos von Ephesos in seinen Ausführungen zur Hysterie beschrieben wurde.
Der Vorstellung einer wandernden Gebärmutter widersprach erstmals der englische Arzt Thomas Sydenham, der 1682 in einem Brief an William Cole einen berühmtgewordenen Aufsatz über die Hysterie, die er als Hypochondrie ansah, verfasst hatte. Jean-Martin Charcot und Sigmund Freud wiesen später darauf hin, dass die Hysterie nicht ausschließlich bei Frauen auftritt, was ab den 1880er Jahren auch kaum noch bestritten wurde.

### Hexenglaube
Man glaubte, dass dämonische Kräfte von Menschen angezogen wurden, die zu Melancholie (heute zu verstehen als psychische Krankheiten, Depressionen, Stimmungsschwankungen) neigen, insbesondere von alleinstehenden Frauen und älteren Menschen. Krankheitssymptome, wie psychische Erkrankungen, Krämpfe oder anormales Verhalten wurden als vermeintlichte Hexenmerkmale erkannt, die durch einen Pakt mit dem Teufel hervorgerufen wurden und zu einer dämonischen Besessenheit führten.
Maßgeblich negativ beeinträchtigt wurde die gesellschaftliche Auffassung von Frauen durch den Hexenhammer (lat. Maleus malleficarum), ein Werk des Inquisitors Heinrich Kramer. Kramer schließt hier Männer nicht per se von der Hexerei aus, spricht jedoch vor allem von Frauen.
Ebenfalls verstärkt wurde die Auffassung durch fehlendes Wissen über psychische Krankheiten, die Angst vor weiblicher Sexualität und gesellschaftliche Unsicherheiten, inklusive der Sündenbocksuche. Zu Zeiten gesellschaftlicher Unsicherheit, Naturkatastrophen oder Krankheitsausbrüchen suchten die Menschen nach Erklärungen und Sündenböcken. Frauen, die unter Hysterie litten, konnten aufgrund ihrer Symptome und ihres als ungewöhnlich betrachteten Verhaltens leicht als Schuldige für solche Probleme, und somit der Hexerei bezichtigt werden.
Die Inquisitoren, zu denen auch der Autor des Hexenhammers Kramer zählte, erklärten die vermeintliche Nähe der Frauen zur Hexerei auf etymologische Weise wie folgt: „Das Wort femina nämlich kommt von fe und minus (fe = fides, Glaube; minus = weniger; also femina = die weniger Glauben hat)“. Laut dieser Auffassung herrschte somit bereits durch das Geschlecht eine erhöhte Anfälligkeit für Verführung durch Teufel und Dämonen.

### 17. Jahrhundert
Weitere Auffassungen der Entstehung von Hysterie waren auf physische Probleme zurückzuführen. Bis ins 17. Jahrhundert glaubte man noch, die Hysterie sei auf die angestaute Körperflüssigkeiten oder Flüssigkeiten in der Gebärmutter, auf sexuellen Entzug oder auf die Tendenz der Gebärmutter zurückzuführen, im weiblichen Körper herumzuwandern und dadurch Reizbarkeit und Erstickung zu verursachen. Selbstbehandlungen wie Masturbation wurden nicht empfohlen und galten auch als Tabu. Die Ehe und regelmäßige sexuelle Kontakte mit dem Ehemann waren nach wie vor die am meisten empfohlene Langzeitbehandlung für eine Frau mit Hysterie. Man glaubte, dass die Gebärmutter durch die vermeintlich heilende Wirkung des Samens von jeglicher angestauter Flüssigkeit gereinigt würde. Da diese vermeintlich heilende Wirkung nur dann auftrat, wenn der Samen des Mannes die Gebärmutter der Frau erreichte, wurden alle empfängnisverhütenden Praktiken von einigen Ärzten als schädlich für die Frau angesehen. Giovanni Matteo Ferrari da Gradi führte Ehe und Kindergebären als Heilmittel für die Krankheit an. Wurden die Frauen (sexuell) befriedigt, konnte die Hysterie geheilt werden. War eine Frau unverheiratet oder verwitwet, wurde die manuelle Stimulation durch eine Hebamme mit bestimmten Ölen und Düften empfohlen, um die Gebärmutter von Flüssigkeitsansammlungen zu befreien. Auch bei ledigen Frauen, wie Nonnen oder Witwen, galt die Unverheiratetheit als Ursache für die Hysterie. Die Erforschung der Ursachen und Auswirkungen der Hysterie wurde im 16. und 17. Jahrhundert von Medizinern wie Ambroise Pare, Thomas Sydenham und Abraham Zacuto fortgesetzt, die ihre Erkenntnisse veröffentlichten und damit das vermeintlich medizinische Wissen über die Krankheit und ihre Behandlung erweiterten. Der Arzt Abraham Zacuto schreibt in seiner Praxis Medica Admiranda von 1637:
'Because of retention of the sexual fluid, the heart and surrounding areas are enveloped in a morbid and moist exudation: this is especially true of the more lascivious females, inclined to venery, passionate women who are most eager to experience physical pleasure; if she is of this type she cannot ever be relieved by any aid except that of her parents who are advised to find her a husband. Having done so the man's strong and vigorous intercourse alleviated the frenzy.'
-Maines, 29
Nach dem 17. Jahrhundert wurde der zuvor postulierte Zusammenhang zwischen dämonischer Besessenheit und Hysterie allmählich verworfen, deren Symptome stattdessen zunehmend als Verhaltensabweichung beschrieben wurden, für die es medizinische Erklärungen gab.

### 18. Jahrhundert
Im 18. Jahrhundert wurde die Hysterie immer mehr mit Mechanismen im Gehirn in Verbindung gebracht. Bei der Suche nach den Ursachen der „Krankheit“ rückte der Fokus weg vom Dämonischen und Übernatürlichen und hin zu mentalen Einflüssen auf das Gehirn und den Körper. Diese Einflüsse umfassten unter anderem Emotionen, Fantasie, Ideen und Aufmerksamkeit für soziale und kulturelle Prozesse. Außerdem etablierte sich erstmals die Diagnose der Hysterie als eine Nervenkrankheit.
Der französische Arzt Joseph Raulin stellte die These auf, dass sowohl Frauen als auch Männer von Hysterie betroffen sein könnten. Allerdings merkte er auch an, dass Frauen eher dazu neigen würden, sich mit Hysterie anzustecken, aufgrund ihrer vermeintlichen „faulen und reizbaren Natur“. Es wurde grundlegend davon ausgegangen, der weibliche Körper und die weibliche Psyche seien schwächer, sensibler und insgesamt mangelhaft im Vergleich zum männlichen Ideal. Dies machte Frauen damals in den Augen der Ärzte anfälliger für Krankheiten wie die Hysterie.
Der Arzt Francois de Sauvages de La Croix betrachtete die Hysterie als eine „emotionale Labilität“, welche durch „plötzliche Veränderungen mit großer Empfindlichkeit der Seele“ entsteht. Häufige Anzeichen für weibliche Hysterie waren seiner Meinung nach „Tränen und Lachen“, Gähnen, Pandikulation (gleichzeitiges Strecken und Gähnen), „Erstickungsangina“ (Brustschmerz), Dyspnoe (Kurzatmigkeit), Dysphagie (Schluckbeschwerden), Delirium, enger und treibender Puls, ein geschwollener Bauch, kalte Extremitäten sowie reichlich und klarer Urin. Als angebliche Ursache der Hysterie bei Frauen benannte er außerdem „sexuellen Entzug“.
Die große Bandbreite der unter dem Begriff „Hysterie“ angeführten Symptome und Krankheitsbilder machten es Ärzten möglich, eine einfache Diagnose für verschiedene weibliche Beschwerden zu finden, ohne die tatsächlich dafür verantwortlichen, oft ernsthaften und schmerzhaften Krankheiten untersuchen zu müssen, mit denen Frauen zu kämpfen hatten. Daher blieben die den Symptomen zugrunde liegenden Erkrankungen der weiblichen Patienten meist unentdeckt und konnten somit nicht behandelt werden.
Es herrschten verschiedene Auffassungen davon, wie von Hysterie betroffene Frauen behandelt werden sollten. Der französische Psychiater Philippe Pinel war der Auffassung, dass für eine Behandlung der Hysterie „Freundlichkeit und Einfühlungsvermögen“ notwendig seien. Der deutsche Mediziner Franz Anton Mesmer vertrat dagegen die Theorie des „animalischen Magnetismus“. Diesem zufolge werden Menschen und Tiere von einem unsichtbaren Strom, auch „Fluidum“, durchzogen. Nervenkrankheiten, darunter auch die Hysterie, würden entstehen, wenn diese Strömungen zum Stocken kommen oder blockiert werden. Um diese zu behandeln, braucht es laut Mesmer einen entsprechend ausgebildeten Arzt, der auf die magnetischen Unterströme einwirkt und die betroffene Person in eine Trance versetzt.
Gleichzeitig wurde das Auftreten nervöser Krankheiten, darunter Hysterie, eng in Verbindung mit der sozialen Rolle der Frau gesehen, von der man glaubte, dass sie als Mutter ihre natürliche Rolle erfülle und Mutterschaft daher ihr primäres Bestreben sei. Da kinderlose Frauen somit nicht ihre „Normale und natürliche Funktionen“ erfüllten, verursache dies ein „moralisches und physiologisches Ungleichgewicht“ und könne Hysterie verursachen.
Jedoch gab es auch Frauen, die sich diesen Vorstellungen widersetzten. Die englische Philosophin und Aktivistin Mary Wollstonecraft argumentierte in ihrem 1792 veröffentlichten Text „A Vindication of the Rights of Woman: with Strictures on Political and Moral Subjects“, dass der weibliche Körper und die weibliche Psyche keineswegs von Natur aus schwächer sind. Sie erklärte, dass die mangelnde Bildung von Frauen ihre intellektuelle Entwicklung hemme und sie an einschränkende soziale Rollen binde. Stattdessen bräuchten Frauen, Wollstonecraft zufolge, dieselbe Schulbildung wie Männer und sollten auch in Fähigkeiten wie selbstständigem kritischem Denken trainiert werden.

### 19. Jahrhundert
Im 19. Jahrhundert konzentrierte sich das Konzept der Hysterie nach wie vor anatomisch auf die Gebärmutter und basierte auf der funktionellen humoralen Pathologie, sah sich jedoch mit Fortschritten in der Neuroanatomie und Neurophysiologie konfrontiert.
Jean-Martin Charcot argumentierte, dass Hysterie von einer neurologischen Störung herrühre und zeige, dass sie häufiger bei Männern als bei Frauen vorkomme. Seine Theorien, dass Hysterie ein physischer Zustand des Geistes und nicht des Körpers sei, führten im 19. Jahrhundert zu einem wissenschaftlichen und analytischen Ansatz zur Hysterie. Er widerlegte die anhaltende Überzeugung, dass Hysterie etwas mit Übernatürlichem zu tun habe, und versuchte, sie medizinisch zu definieren.
Georges Gilles de la Tourettes ist einer der Ersten gewesen, der klare Argumente dafür hervorbrachte, dass die Hysterie ein Problem im Gehirn sein müsse (1821) und nichts mit der Gebärmutter zu tun habe. Seine Arbeit enthält den ersten medizinischen Fortschritt, seitdem Charles Lepois (1618) die Hysterie überhaupt als nervöse Erkrankung erkannte.
Paul Julius Möbius definierte 1888 die Hysterie vorläufig als alle diejenigen krankhaften Erscheinungen, die durch Vorstellungen verursacht würden. Dies entsprach dem allgemeinen Verständnis der Hysterie vor 1895 und erfasste praktisch einen Großteil aller psychischen Erkrankungen. Das Krankheitsbild war also sehr unspezifisch und umfangreich. Übergeordnetes Merkmal der Hysterie war vor allem, dass keine somatischen Ursachen zu erkennen waren.
Das Behandlungsspektrum der Hysterie umfasste noch im 20. Jahrhundert die Klitoridektomie zur Beseitigung von „hysterogenen Zonen“.
Ein weitgehend pathognomonisch für Hysterie angesehenes Symptom war der Globus hystericus, wie er unter anderem auch bei der als Hysterie diagnostizierten Erkrankung des Christian Buddenbrock in Thomas Manns Roman Buddenbrooks (1901) genannt wird.
Ende des 19. Jahrhunderts wurden Frauen mit Hysterie mit Massagen der Klitoris behandelt, der Orgasmus war hierbei Sinn und Zweck der Therapie. Die Hysterierate war in der sozial restriktiven Industriezeit so groß, dass Frauen dazu neigten, Riechsalze bei sich zu tragen, um zu verhindern, dass sie ohnmächtig wurden, was an Hippokrates’ Theorie erinnerte, Gerüche zu nutzen, um die Gebärmutter wieder an ihren Platz zu zwingen. Für Ärzte wurde die manuelle Massagebehandlung immer mühsamer und zeitaufwändiger. Weitere Hysteriebehandlungen waren Schwangerschaft, Heirat, heterosexueller Sex und die Anwendung von Duftölen auf weiblichen Genitalien.

### 19./20. Jahrhundert: Charcot, Freud und Breuer

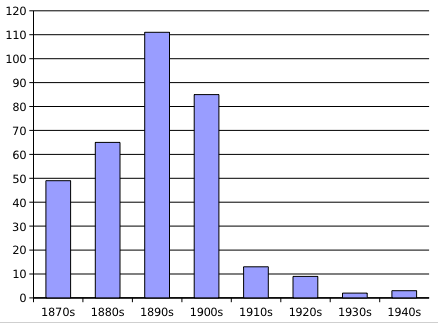
Anzahl der wissenschaftlichen Studien zum angeblichen Krankheitsbild „Hysterie“
zwichen 1870 und 1940 in Frankreich

Auch Sigmund Freuds Weg zur Psychoanalyse führte über die Hysterie, wobei sich Freud auf den Hysteriespezialisten Jean-Martin Charcot berief. Was Freud kurz vor der Jahrhundertwende an der rennomierten Salpêtrière vorfand, war der Beginn einer wissenschaftspolitische Professionalisierung. Diese führte zur umfangreichen Bewilligung von Forschungsgeldern, was auch aus der Anzahl der damals in Fraqnkreich durchgeführten Studien hervorgeht (siehe Abb.). Die Behandlungsmethoden an der Salpêtrière wurden jedoch bereits von Zeitgenossen anderer Hochschulen, z. B. von der Schule von Nancy, stark kritisiert, der beispielswerise der Psychiater und Neurologe Hippolyte Bernheim angehörte. Öffentliche Vorführungen der Patienten im Verbaldelirium, Fotografien von Kranken und deren Hypnose waren umstritten aber häufig anzutreffen. Ebenso verwendeten manche Ärzte Elektroschocks und setzten die besonders kontrovers diskutierte „Ovarienpresse“ ein (siehe Abb.).

Zeichnung einer „Ovarienpresse“ von 1878

Freud gab zusammen mit Josef Breuer seine „Studien über Hysterie“ heraus, die 1895 erstmals veröffentlicht wurden. Diese Studien gelten allgemein als erste Werke der Psychoanalyse; auch der Begriff „Psychoanalyse“ wird hier erstmals verwendet (siehe Geschichte der Psychoanalyse). Dagegen spielte Hysterie in der zeitgleich begründeten Sexualwissenschaft, sowie deren erster Publikation „Psychopathia sexualis“ (1886, Richard von Krafft-Ebing) keine Rolle.

## Begriffswandlung unter Freud
Der Begriff „Hysterie“ wurde von Freud – in betonter Abkehr von Jean-Martin Charcot und seiner martialischen Apparatur der Ovarienpresse – neu definiert, wobei er unter anderem den Begriff Konversionsneurose einführte, weil hier nach seiner Ansicht psychisches Leiden in körperliches konvertierte. Allerdings hat sich diese Umbenennung nicht durchsetzen können, zumal später erkannt wurde, dass nahezu jedes psychische Leiden körperliche Symptome hervorruft, die keineswegs „hysterische“ Merkmale aufweisen müssen. Noch bis 1952 wurde dieser Begriff als Sammelbegriff für eine Vielzahl nicht klar umrissener und ausschließlich weiblicher Beschwerden verwendet, bis er von der „American Psychiatric Society“ aus der Liste der Krankheiten gestrichen wurde.

## Theorien zur Ätiologie
Ebenfalls auf Freud und Breuer geht die Einführung ätiogenetischer Kriterien hinsichtlich eines krankheitstypischen psychischen Vorgangs zurück. Ihn aufzudecken sah Freud als das eigentliche Problem, denn er sei mit jenen Auskünften, die der Hysteriker freizügig erteilt, nicht zu erkennen. Es erschien so, als würde der Patient gerade diesen Vorgang verstecken wollen. Zunächst ging Freud davon aus, verdrängte Ereignisse in der Kindheit, vor allem sexueller Natur (siehe Verführungstheorie) seien ausschlaggebend für die Entstehung der Hysterie. Diese Theorie verwarf Freud zugunsten seiner später etablierten Theorie unbewusster Vorstellungsinhalte, welche sich ebenfalls zur Entwicklung einer ätiogenetischen Erklärung sowie zur Entwicklung der Psychoanalyse als Form der Gesprächstherapie ohne Anwendung der Hypnose eignete.

## Heutiger Gebrauch
In den 1980er-Jahren erschienen viele kritische Auseinandersetzungen mit dem Konzept der Hysterie, mit der Folge, dass der Begriff aus der medizinischen Terminologie gestrichen wurde, da er als unscharf und fachlich nicht haltbar befunden wurde. Vereinzelte Versuche, Begriffe wie „Konversionsneurose“ oder „hysterische Neurose“ beizubehalten, wurden in den Folgejahren eingestellt.
Sowohl in der ICD-10 als auch dem DSM-5 existiert der Begriff der histrionischen Persönlichkeitsstörung.
Im umgangssprachlichen Gebrauch lebt der Begriff Hysterie fort; oft jedoch wie früher nur als Adjektiv. (René Kaech wies 1950 darauf hin, dass es die französischen Ärzte Joseph Lieutaud (1703–1780), François Boissier de Sauvages de Lacroix (1706–1767) und Joseph Raulin (1708–1784) waren, die als erste das Hauptwort Hysterie verwendeten.) Damit meint man einen Menschen oder ein Verhalten, das durch Theatralik und einen übertriebenen Ausdruck von Gefühlen – teils mit sexuellem Anstrich – gekennzeichnet ist.
Seit den 2000er Jahren wird Hysterie vor allem in Deutschland auch jenseits der Psychopathologie und im Gegensatz zur punktuellen gruppendynamischen Massenhysterie als gesellschaftskritischer Begriff im weiteren, allgemeineren Sinn verwendet: Große Teile der Gesellschaft zeigten eine Tendenz zu erhöhter „hysterischer“ Empörungs- und Skandalisierungsbereitschaft, so die vielfache Beobachtung. Der Journalist Georg Diez beschrieb dieses Phänomen wie folgt: „Aufmerksamkeit ist die Börse, an der spekuliert wird, und Erregung die Währung, in der bezahlt wird. Je größer die Probleme wirken, im globalen oder regionalen Maßstab, desto kleiner werden die Themen, die Beachtung finden. Lieber also, als über die Themen zu streiten, auf die es ankommt, sucht man sich kleine, symbolische Themen, bei denen man leicht die Lautstärke erhöhen kann. Von Verstehen zu Verdammen ist es dabei meistens ein kleiner Schritt, statt Hermeneutik betreibt man Hysterisierung“.

## Beziehung zu Frauenrechten und Feminismus
Über Jahrtausende hinweg zeigte sich, dass die Diagnose Hysterie als medizinische Erklärung für allerhand Symptome genutzt wurde, die Männer an Frauen rätselhaft oder unkontrollierbar fanden. Ein Erklärungsansatz hierfür ist die historische und heutzutage noch anhaltende Vorherrschaft von Männern in der Medizin, die es ermöglichte, dass der Begriff der Hysterie als Synonym für eine vermeintliche Überreaktion von Frauen, stark von Emotionen geleitetes Handeln oder eine vermeintliche mentale Instabilität verwendet wurde. Hierbei diene die Diagnose zum Beispiel der Ausgrenzung von Frauen aus akademischen oder politischen Sphären. Viele der Probleme, die die Ärzte zu der damaligen Zeit bei weiblichen Patienten zu lösen versuchten, stellten im Gegensatz dazu keine Probleme bei männlichen Patienten dar.
Geschlechtsspezifische Stereotype, wie die Vorstellung, dass Frauen unterwürfig, sanftmütig und sexuell gehemmt sein sollten, spiegelten sich auch in der Ursachenbehandlung wider. Die meisten modernen Behandlungen von Hysterie umfassten regelmäßigen (ehelichen) Sex, Heirat, Schwangerschaft oder eine Geburt. Zudem waren die Ursachenbehandlungen teilweise widersprüchlich, da zum Beispiel durch eine Entfernung der Gebärmutter die Frauen nicht mehr schwanger werden konnten, jedoch oftmals gleichzeitig zu einer Schwangerschaft geraten wurde. Der Glaube, dass allein das Besitzen einer Gebärmutter Hysterie auslösen kann, der auf die Definition des Begriffes zurückzuführen ist, hat immer noch Auswirkungen darauf, wie die Medizin Menschen mit einer Gebärmutter behandelt und diagnostiziert. Die geistes- und sozialwissenschaftliche Literatur zum Thema hat vielfach darauf hingewiesen, dass dem Krankheitskonzept Hysterie Misogynie zugrunde liegt. Die Diagnose wurde zudem als Machtinstrument zur Stigmatisierung von Frauen und zur Aufrechterhaltung patriarchaler Gesellschaftsstrukturen identifiziert.
In den 1980er Jahren begannen Feministinnen das Konzept der „weiblichen Hysterie“ als Verkörperung der systematischen Unterdrückung von Frauen anzusehen und den Begriff für sich selbst anzueignen. Vor allem unter sex-positiven Feministinnen war die Annahme verbreitet, dass die Idee der weiblichen Hysterie eine Art sexuelle Oppression gegenüber Frauen darstellte. Feministische Schriftstellerinnen wie Catherine Clément und Hélène Cixous schrieben in The Newly Born Woman von einem oppositionellen Standpunkt gegenüber den Theorien der psychoanalytischen Werke aus. Clément, Cixous und andere feministische Autorinnen wehrten sich gegen die Vorstellung, dass sozial konstruierte Weiblichkeit und Hysterie ein natürlicher Bestandteil des Frauseins seien.
Frauen erfahren Diskriminierung im Gesundheitssystem. Dies zeigt sich an der von vielen Ärzten vertretenen Annahme, dass die körperlichen Symptome von Frauen übertrieben seien, sie sich ihre Symptome nur einbilden oder dass diese mit einer Überreaktion seitens der Frauen zu begründen seien. Bei Menschen mit unerklärlichen neurologischen Beschwerden wird oft eine Konversionsstörung oder eine somatoforme Störung diagnostiziert, was den modernen Bezeichnungen für weibliche Hysterie entspricht. Dies geschieht in der Annahme, dass die Symptome psychologisch oder psychosomatisch sein müssten, wenn das ärztliche Personal keine körperliche Ursache für diese Beschwerden finden kann. Frauen erhalten diese Diagnosen im Schnitt bis zu zehnmal häufiger als Männer.
Mittlerweile wird der Begriff der Hysterie durch die weibliche Konnotation als diskriminierend angesehen. Im alltäglichen Sprachgebrauch werden laute, wütende oder emotionale Menschen aller Geschlechter oftmals als „hysterisch“ betitelt. Allerdings lässt sich nur bei Frauen feststellen, dass der Begriff zum Zwecke einer strukturellen Unterdrückung genutzt wurde.

### Neuere Literatur
- Arbeitskreis OPD: Operationalisierte Psychodynamische Diagnostik OPD-2. Das Manual für Diagnostik und Therapieplanung. Huber, Bern 2009, ISBN 978-3-456-84753-5.
- Christina von Braun: Nicht ich. Logik, Lüge, Libido. 3. Auflage. Neue Kritik, Frankfurt am Main 1990, ISBN 3-8015-0224-4.
- Johanna J. Danis: Hysterie und Zwang. 2. Auflage. Diotima, München 1994, ISBN 3-925350-57-8.
- Peter Falkai, Hans-Ulrich Wittchen (Hrsg.): Diagnostisches und statistisches Manual psychischer Störungen DSM-5. Hogrefe, Göttingen 2015, ISBN 978-3-8017-2599-0.
- Marina Hohl (Hrsg.): Hysterie heute. Turia + Kant, Wien 2009, ISBN 978-3-85132-523-2.
- Thomas Maria Mayr: Hysterische Körpersymptomatik. Eine Studie aus historischer und interkultureller Sicht. VAS-Verlag, Frankfurt 1989, ISBN 3-88864-020-2.
- Stavros Mentzos: Hysterie. Zur Psychodynamik unbewusster Inszenierungen. 9. Auflage. Vandenhoeck & Ruprecht, Göttingen 2009, ISBN 978-3-525-46199-0.
- Regina Schaps: Hysterie und Weiblichkeit. Wissenschaftsmythen über die Frau. Campus-Verlag, Frankfurt 1982, ISBN 978-3-593-33119-5.

### Neuere Literatur zur Geschichte der Hysterie
- Johanna Bleker: Hysterie – Dysmenorrhoe – Chlorose. Diagnosen bei Frauen der Unterschicht im frühen 19. Jahrhundert. In: Medizinhistorisches Journal. Band 28, 1993, S. 345–374.
- Jean-Pierre Carrez: Femmes opprimées à la Salpêtrière. Paris 2005.
- Georges Didi-Huberman: Die Erfindung der Hysterie. Die photographische Klinik von Jean-Martin Charcot. Fink, Paderborn 1997, ISBN 3-7705-3148-5 (frz. Erstausgabe 1982).
- Marcel Gauchet, Gladys Swain: Le vrai Charcot: les chemins imprévus de l’inconscient. Paris 1997.
- Elisabeth Malleier: Formen männlicher Hysterie. Die Kriegsneurose im Ersten Weltkrieg. In: Elisabeth Mixa (Hrsg.): Körper – Geschlecht – Geschichte. Historische und aktuelle Debatten in der Medizin. Studien-Verlag, Innsbruck/Wien 1996, ISBN 3-7065-1148-7.
- Mark S. Micale: Hysteria and its historiography: the future perspective. In: History of Psychiatry. Band 1, 1990, S. 33–124.
- Karen Nolte: Gelebte Hysterie – alltagsgeschichtliche Erkundungen zu Hysterie und Anstaltspsychiatrie um 1900. In: Würzburger medizinhistorische Mitteilungen. Band 24, 2005, S. 29–40.
- Helmut Siefert: Hysterie. In: Werner E. Gerabek, Bernhard D. Haage, Gundolf Keil, Wolfgang Wegner (Hrsg.): Enzyklopädie Medizingeschichte. De Gruyter, Berlin / New York 2005, ISBN 3-11-015714-4, S. 650.
- Jean Thuillier: Monsieur Charcot de la Salpêtrière. Paris 1993.
- Michael Zaudig: Entwicklung des Hysteriekonzepts und Diagnostik in ICD und DSM bis DSM-5. In: Regine Scherer-Renner, Thomas Bronisch, Serge K. D. Sulz (Hrsg.): Hysterie. Verständnis und Psychotherapie der hysterischen Dissoziationen und Konversionen und der histrionischen Persönlichkeitsstörung (= Psychotherapie. Band 20, Heft 1). CIP-Medien, München 2015, ISBN 978-3-86294-028-8.

### In der Psychiatriegeschichte bedeutsame Werke
- Hippolyte Bernheim: Hypnotisme et suggestion: Doctrine de la Salpêtrière et doctrine de Nancy. In: Le Temps, 29. Januar 1891.
- Désiré-Magloire Bourneville, Paul Régnard: Iconographie photographique de la Salpêtrière. Paris 1875–1890.
- Josef Breuer, Sigmund Freud: Studien über Hysterie. 4., unveränderte Auflage. Franz Deuticke, Leipzig/Wien 1922.
- Paul Briquet: Traité clinique et thérapeutique de l’hystérie. Paris 1859.
- Philippe Pinel: La médecine clinique rendue plus précise et plus exacte par l’application de l’analyse: recueil et résultat d’observations sur les maladies aigües, faites à la Salpêtrière. Paris 1804.
- Paul Richer: Études cliniques sur la grande hystérie ou hystéro-épilepsie. Paris 1885.
- Thomas Sydenham: Opera universa. Leiden 1741.
- Georges Gilles de la Tourette: Traité clinique et thérapeutique de l’hystérie d’après l’enseignement de la Salpêtrière. Vorwort von Jean-Martin Charcot. Paris 1891 ff.